# Bombay Stock Exchange
Bombay Stock Exchange (BSE) (Marahti: मुंबई शेअर बाजार) (Bombay Śhare Bāzaār) (tidligere Stock Exchange, Bombay) er en børs lokaliseret i Dalal Street, Mumbai. Markedsværdien af de noterede selskaber på BSE udgjorde 1000 mia. USD pr. december 2011. BSE har det største antal børsnoterede virksomheder i verden.
Pr. december 2011 var der over 5.112 noterede indiske selskaber og over 8.196 forskellige værdipapirer. Bombay Stock Exchange har en betydelig handelsvolume. BSE SENSEX, også kaldet "BSE 30", er et ofte benyttet aktieindeks. Til trods for at der findes flere andre indiske børser så står BSE og National Stock Exchange of India for hovedparten af værdipapirhandlen i Indien.  Begge har tæt på ens markedsværdier.

## Historie
Bombay Stock Exchange er asiens ældste børs. Historien går tilbage til 1850'erne, hvor fire Gujarati og en Parsi aktiehandelere handlede under banantræerne foran Mumbais rådhus. Lokaliterne for disse møder skiftede mange gange, mens antallet af aktiehandlere konstant steg. Til sidst flyttede gruppen til Dalal Street i 1874 og i 1875 blev det en officiel organisation kendt som 'Native Share & Stock Brokers Association'. I 1956 blev BSE den første børs der blev anerkendt af Indiens regering under Securities Contracts Regulation Act. 
Bombay Stock Exchange udviklede BSE SENSEX i 1986, hvilket gav BSE et måleredskab til at vurdere sin præstation. I år 2000 benyttede BSE indekset til at åbne et derivat-marked. I 1995 skiftede Bombay Stock Exchange til et elektronisk handelssystem 1995. Denne elektroniske handelsplatform kom til at hedde BSE On-line trading (BOLT).